# O Mundo Vai (canção)
"O Mundo Vai" é uma canção da cantora brasileira Ivete Sangalo, lançada em 24 de janeiro de 2020 como single do EP homônimo. A faixa foi escolhida como "canção do carnaval de 2020". Ela foi a mais votada pelos internautas do G1 Bahia, com 48,88% dos votos, e se consagrou como vencedora da TV Bahia, ganhando ainda todos os principais prêmios do maior feriado do país.

## Videoclipe
As filmagens aconteceram na Praia do Forte, tendo seu vídeo lançado no mesmo dia que a canção; nele a cantora faz um resgate as suas origens e cai na folia carnavalesca, trazendo elementos presentes nos blocos de rua, como fantasias, confetes, purpurina e figurantes como os foliões; seu filho Marcelo Sangalo aparece pela primeira vez em um videoclipe da mãe. Foi dirigido por Chico Kertész.

## Prêmios e indicações
| Ano  | Prêmio               | Indicação          | Resultado |
| ---- | -------------------- | ------------------ | --------- |
| 2020 | Prêmio Correio Folia | Música do Carnaval | Venceu    |
| 2020 | Troféu Bahia Folia   | Música do Carnaval | Venceu    |
| 2020 | Troféu Band Folia    | Música do Carnaval | Venceu    |

## Paradas musicais
| Tabela musical (2020)   | Melhor posição |
| ----------------------- | -------------- |
| Brasil (Top 100 Brasil) | 90             |
| Portugal (AFP)          | 200            |